# سم پوزی
سم پوزی (انگلیسی: Sam Posey؛ زادهٔ ۲۶ مهٔ ۱۹۴۴ در نیویورک سیتی، ایالت نیویورک) رانندهٔ سابق مسابقات اتومبیل‌رانی اهل ایالات متحده آمریکا است که از فصل ۱۹۷۱ تا ۱۹۷۲ در مجموع در دو گراند پری از مسابقات جهانی فرمول یک شرکت کرد، اما موفق به کسب هیچ امتیازی نشد.